# QVGA

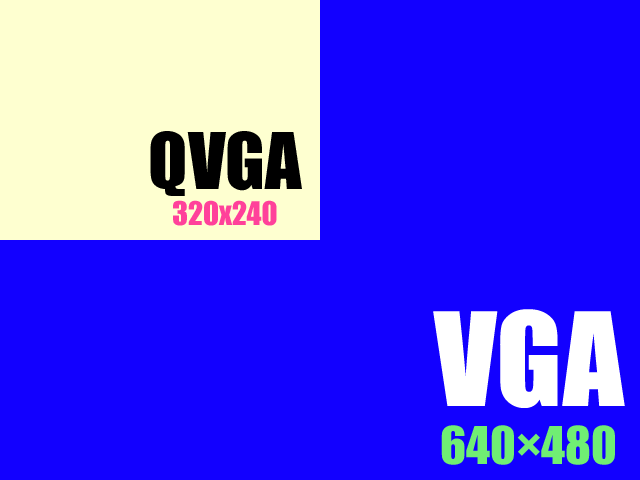

Quarter Video Graphics Array (также известен как Quarter VGA или QVGA). Популярный термин для компьютерных мониторов с разрешением 320 × 240. QVGA дисплеи часто можно увидеть в сотовых телефонах, КПК и карманных игровых приставках. Чаще всего они используются в режиме «портрет» (противоположный ему «альбомный») и упоминаются как 240 × 320, поскольку дисплеи больше в высоту, чем в ширину. Название получено из того факта, что количество пикселей в данном режиме представляет собой 1/4 часть от 640 × 480 — максимального разрешения оригинального видеоадаптера IBM VGA, который стал фактически промышленным стандартом в конце 1980-х.
Термин QVGA также применяется в цифровом видео в режимах для более экономной записи, типичен для многофункциональных устройств, таких как  цифровые камеры (например как Fujifilm FinePix S602) или сотовые телефоны (такие как Pantech PH-L4000V, Samsung SGH-D600). Каждый кадр есть изображение 320 × 240 пикселей. Для QVGA видео типична скорость в 15 или 30 кадров в секунду. Режим QVGA относится только к используемому разрешению и глубине цвета, а не к формату видеофайлов.
В высоких разрешениях «Q» префикс иногда означает «Quad» или учетверенная разрешающая способность (например, QXGA с разрешением 2048 × 1536).